# Samaritaanse Pentateuch

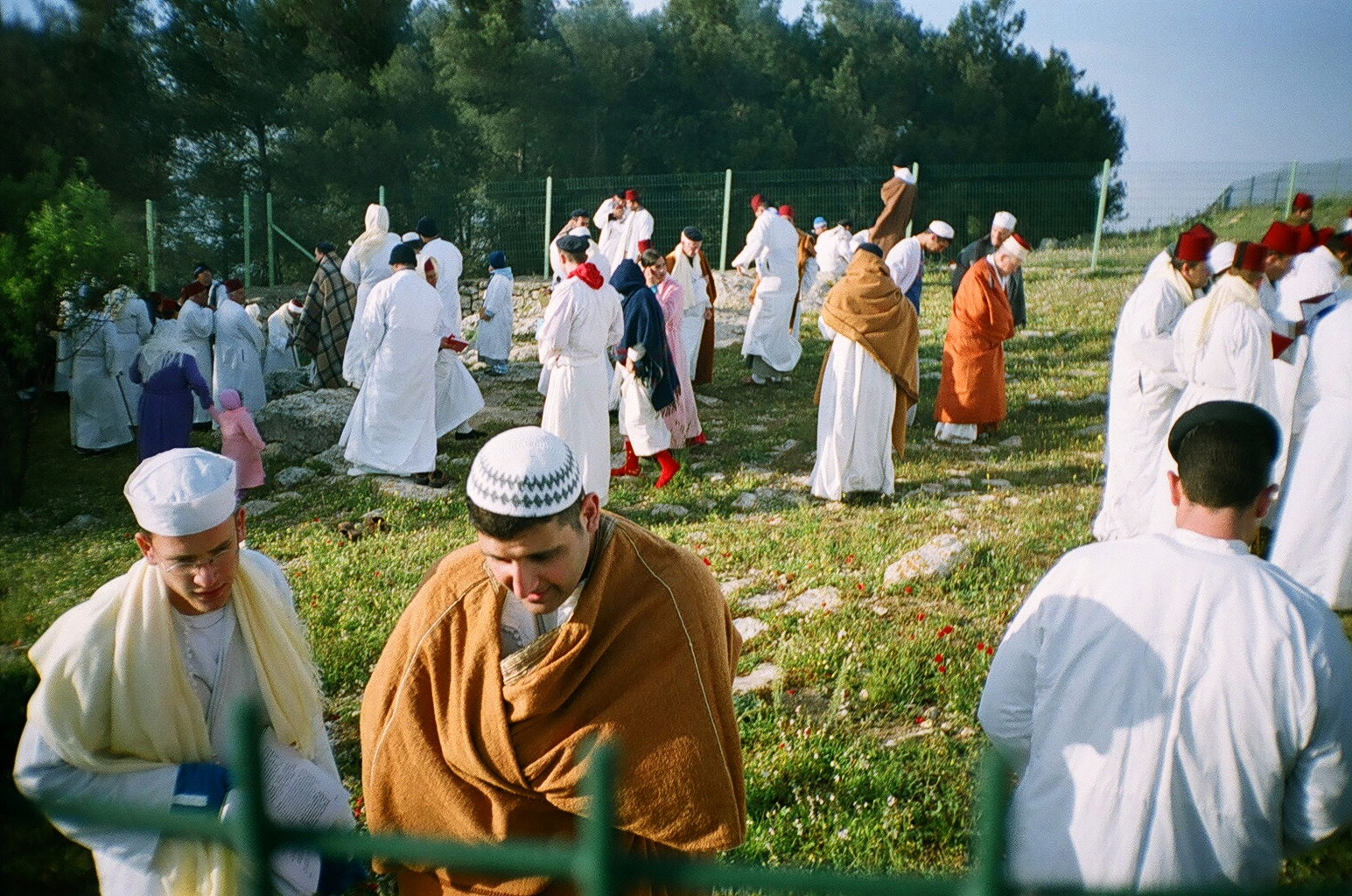
Samaritanen op de berg Gerizim

Onder Samaritaanse Pentateuch verstaat men de eerste vijf boeken van de Hebreeuwse Bijbel, zoals deze zijn overgeleverd door de Samaritanen. De Samaritanen zelf spreken over de Thora (niet te verwarren met de Thora van het jodendom), maar in wetenschappelijke literatuur wordt gewoonlijk de benaming Samaritaanse Pentateuch gehanteerd.

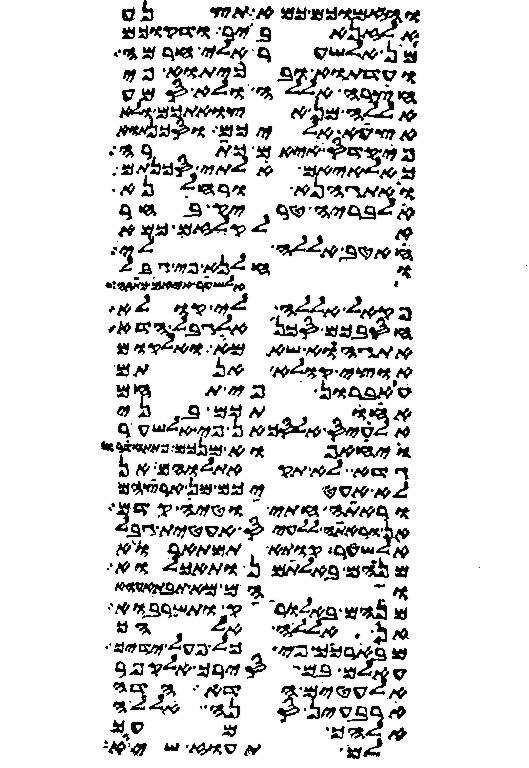
Pagina uit de Samaritaanse Pentateuch in Oudhebreeuws schrift

Er zijn zo'n 6000 verschillen met de Masoretische tekst. In de meeste gevallen gaat het om kleine verschillen, maar een paar zijn opmerkelijk. Een belangrijk verschil betreft het aanduiden van het heiligdom (de tempel), waar bij de Samaritanen de mogelijkheid opengelaten wordt dat deze zich op een andere plaats bevindt dan op de Tempelberg.
De Samaritaanse Thora bevat ook een extra tiende gebod. De tien geboden van de joden worden als negen geboden gezien, het extra tiende gebod verwijst naar de berg Gerizim als heilige berg.

## Tekst
Doordat de overlevering van de Samaritaanse Pentateuch gescheiden van de Masoretische tekst is verlopen, worden de boeken gebruikt bij de tekstkritiek van de Bijbel (althans voor zover het de boeken Genesis t/m Deuteronomium betreft).
Op een aantal punten stemmen de Septuagint en de Samaritaanse Pentateuch overeen en verschillen ze samen met de Masoretische tekst. Dit teksttype is, naast de Masoretische tekst, ook vertegenwoordigd onder de Dode Zee-rollen en is dus net zoals de Masoretische tekst van een indrukwekkende ouderdom.

### Abishua Scroll
Bijzondere aandacht verdient de zogenaamde Abishua Scroll (Abisuarol), een oude Thorarol die wordt bewaard in een Samaritaanse synagoge te Nablus. Volgens de Samaritaanse traditie werd de Abisha Scroll neergeschreven door hogepriester Abisua, de achterkleinzoon van Aäron, dertien jaar nadat het volk Israël het Beloofde Land binnentrok (1 Kron. 6,35). Modern wetenschappelijk onderzoek stelt echter dat de Abishua Scroll van veel later datum is, waarschijnlijk uit de twaalfde eeuw.
De Samaritanen beschouwen alleen de Thora als heilig, andere boeken van de Hebreeuwse Bijbel worden door de Samaritanen niet als canoniek beschouwd. Wel kennen de Samaritanen naast de Pentateuch nog andere heilige boeken, w.o. een eigen versie van het Boek Jozua. Deze boeken bezitten echter niet eenzelfde status als de Pentateuch.